# 김일성 장군의 노래

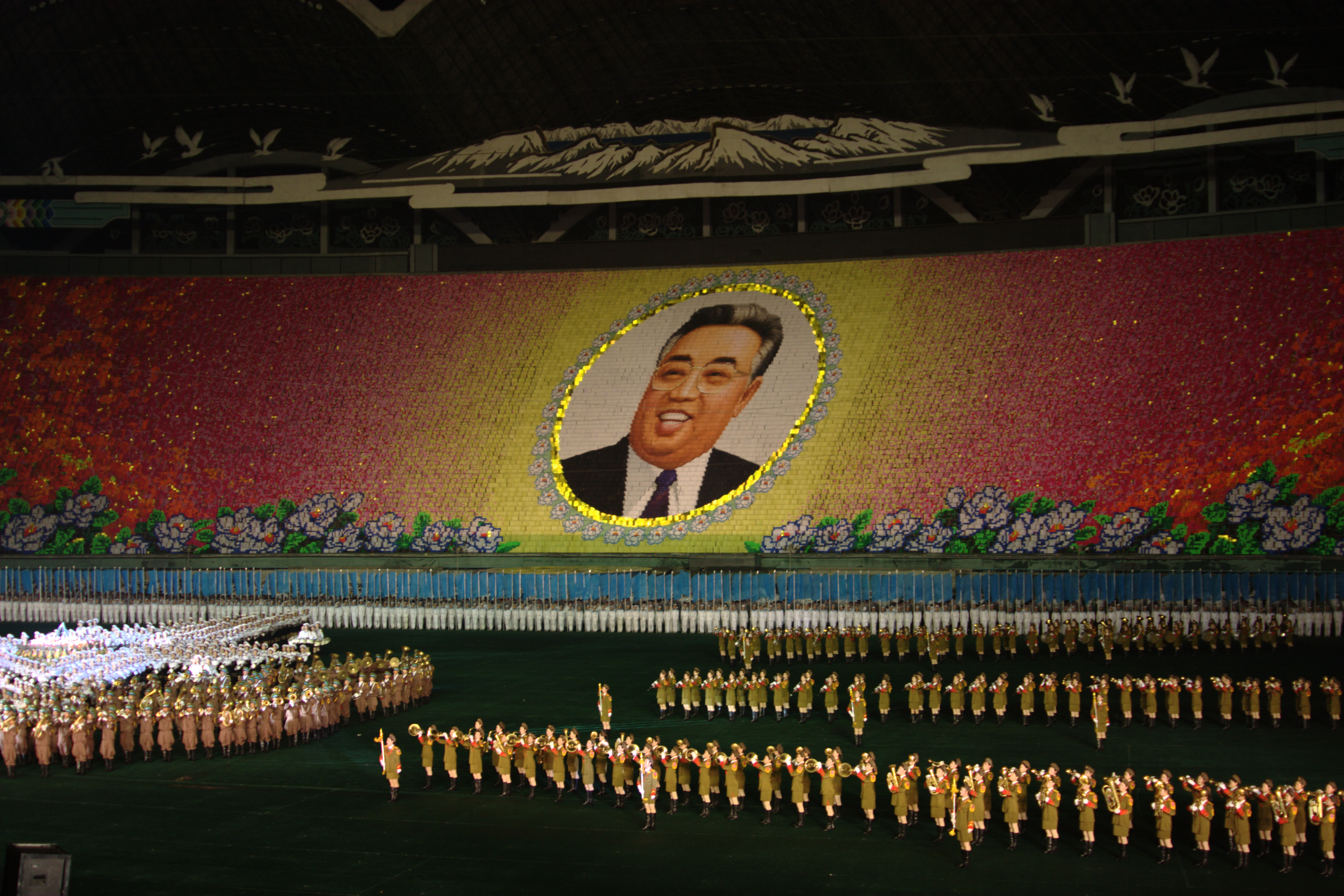

김일성장군의 노래(金日成將軍의 노래)는 조선민주주의인민공화국의 대표적인 군가이자 대중 가요이다. 1946년에 처음 발표된 이래로 조선민주주의인민공화국 안에서 공식 애국가인 조선민주주의인민공화국 애국가보다도 많이 불리어 왔다. 작사자는 이찬이며, 작곡자는 조선민주주의인민공화국의 초대 산업상 겸 민족보위상 김책과 조선민주주의인민공화국 애국가를 작곡한 김원균이다.

## 같이 보기
- 김정일 장군의 노래
- 빛나는 조국